# Жорстока правда
Жорстока правда (англ. The Hard Truth) — американський фільм 1994 року.

## Сюжет
Розкішна блондинка Ліза, працюючи прес-аташе в одній великій компанії, задумує пограбування. Причому привертає вона до цієї справи своїх двох коханців, котрі не знають один про одного. Все проходить вдало до тих пір, поки коханці не дізнаються, що розділяють одну і ту ж дівчину.

## У ролях
| Актор              | Роль                  |
| ------------------ | --------------------- |
| Майкл Рукер        | Йона Мантц            |
| Ерік Робертс       | доктор Чендлер Етрідж |
| Лізетт Ентоні      | Ліза Кантрел          |
| Івонн Ферроу       | Вінсер                |
| Ніколас Касконе    | Полон                 |
| Рей Бейкер         | Гамільтон Ніколс      |
| Гезер Каммінгс     | репортер              |
| Майкл Едвард Роуз  | репортер              |
| Брайан Маркинсон   | Девід Метьюс          |
| Лі Вессоф          | Леандро               |
| Дон Йессо          | Луїс Джисорсо         |
| Чарлі Брюер        | псих вбивця           |
| Кетрін Кортес      | детектив Ескобедо     |
| Рег Е. Кеті        | поліцейський          |
| Дуглас Роу         | капітан Берінг        |
| Грег Купер         | охоронець Джисорсо    |
| Джейсон Шомбінг    | Ксило                 |
| Александра Гедісон | реєстратор            |
| Рік Зефф           | Майкл Дурбін          |